# Luis Alva Cejudo
Luis Alva Cejudo (* 16. Mai 1910 in Mexiko-Stadt; † 18. Juli 1995 ebenda) war ein mexikanischer Botschafter.

## Leben
1934 war Luis Alva Cejudo Sekretär am mexikanischen Konsulat in Chicago. 
1942 war  Luis Alva Cejudo zweiter Kanzler an einem Konsulat in Texas. 1956 war Luis Alva Cejudo Gesandter an der mexikanischen Botschaft in Wien. 1965 leitet Luis Alva Cejudo die Abteilung Migrations-Beschäftigte im mexikanischen Außenministerium. Am 21. Februar 1965 wurde Luis Alva Cejudo zu den Feierlichkeiten zum Geburtstag von Georg Washington in Texas delegiert. 1969 leitete Luis Alva Cejudo den Konsularbereich im mexikanischen Außenministerium.
1970 wurde für Luis Alva Cejudo vom Parlament ein Gesetz erlassen, damit er ein Kreuz mit Brillanten von der Regierung von Formosa annehmen kann, ohne die Staatsbürgerschaft zu verlieren.